# Fort Greene, Severna Karolina
Fort Greene je vojaška postojanka Kopenske vojske ZDA, ki je namenjena urjenju pripadnikov Kopenske vojske in Nacionalne garde.